# Glasperlenspiel (Band)
Glasperlenspiel ist ein deutsches Elektropop-Duo aus Stockach. Es besteht aus der Sängerin Carolin Niemczyk und dem Sänger und Keyboarder Daniel Grunenberg. Bei Auftritten wurden sie früher von weiteren Musikern unterstützt. Heute treten sie fast ausschließlich als Duo auf.

## Geschichte
Carolin Niemczyk (* 24. Juli 1990 in Singen) und Daniel Grunenberg (* 8. November 1988 in Stockach) haben sich durch die Musik kennengelernt. Mit 14 Jahren bewarb sich Niemczyk bei Grunenbergs damaliger Stockacher Schülerband Crazy Flowers mit einer Demoaufnahme, deren Repertoire von zeitgenössischen Coversongs bis Popmusik mit christlichen Inhalten reichte. Danach entstand das siebenköpfige Stockacher Bandprojekt „Keine Zeit“, das neben christlichen auch weltliche Themen im Repertoire hatte und auch Eigenkompositionen von Niemczyk und Grunenberg basierend auf deutschen Texten präsentierte. Am 18. Januar 2010 gewannen sie mit ihrem Lied Versinke den Radio ENERGY Newcomer Contest 2009/2010 und kamen dadurch an ihren ersten Plattenvertrag.
Danach gründeten Niemczyk und Grunenberg, die seit 2006 ein Paar sind, ein Duo. Sie benannten sich nach dem Roman Das Glasperlenspiel von Hermann Hesse. Am 29. September 2011 trat Glasperlenspiel beim Bundesvision Song Contest 2011 für das Land Baden-Württemberg an und erreichte mit Echt den vierten Platz. Am 16. März 2012 veröffentlichte das Duo seine zweite Single Ich bin ich, die zweite Singleauskopplung aus ihrem Album Beweg dich mit mir, die in den deutschen Charts Platz 32 erreichte.
Am 10. August 2012 feierte das Video zur dritten Singleauskopplung Freundschaft Premiere. Erneut wurde für die Singleveröffentlichung eine exklusive Singleversion produziert. Die Single stieg bereits einen Tag vor dem Erscheinungstermin in die Top-20 der deutschen iTunes-Charts ein und schließlich auf Rang 17 der deutschen Singlecharts. In den österreichischen Charts erreichte der Song die Top-50, und gleichzeitig konnte sich das Duo auch erstmals in den Schweizer Charts platzieren. Am 26. April 2013 veröffentlichten Glasperlenspiel ihre vierte Single Nie vergessen und belegten in den deutschen Charts Platz neun und in Österreich Platz 43. Am 10. Mai 2013 folgte das Album Grenzenlos, mit dem sie in Deutschland Platz acht belegten und in der Schweiz Platz 61. Die gleichnamige Single Grenzenlos wurde am 6. September 2013 veröffentlicht. Am 4. Juli 2014 veröffentlichten Glasperlenspiel eine Deluxe-Edition von Grenzenlos mit dem Titel Grenzenlos in diesem Moment. Bereits zwei Wochen zuvor wurde vorab die Single Moment ausgekoppelt.
Seit 2014 singt Glasperlenspiel die Titelmusik der RTL-Soap Gute Zeiten, schlechte Zeiten. Das Lied Lasst uns was bewegen ist seit 2014 Titellied der RTL-II-Dokusoap Zuhause im Glück. Seit 2015 engagieren sich Niemczyk und Grunenberg als Botschafter für Herzenssache e. V., der Kinderhilfsaktion von SWR, SR und Sparda-Bank.
Glasperlenspiel trat 2015 als Vorband zur Tour Farbenspiel – Die Stadion-Tour von Helene Fischer auf. Anfang Mai 2015 erschien mit Paris die erste Auskopplung aus ihrem dritten Studioalbum. Im Mai 2015 erschien das Studioalbum Tag X. Die zweite Single Geiles Leben folgte am 28. August 2015. Mit der Single Geiles Leben nahmen sie am 29. August 2015 für Baden-Württemberg erneut beim Bundesvision Song Contest 2015 teil und belegten Platz sechs.
2018 fungierte Niemczyk als Jurorin in der fünfzehnten Staffel von Deutschland sucht den Superstar. Am 2. März 2018 erschien mit Royals & Kings die erste Singleauskopplung aus ihrem vierten Studioalbum. Dabei handelt es sich um eine Kollaboration mit dem Mönchengladbacher Rapper Summer Cem. Mit Licht & Schatten erschien am 20. April 2018 das vierte Studioalbum des Duos.
2020 erschien I Dare You (Trau Dich) von Kelly Clarkson, auf dem Niemczyk mit Clarkson gemeinsam die deutsche Version des Titels I Dare You singt. Clarkson hatte im Rahmen der Singleveröffentlichung neben der englischen und deutschen Version auch eine französische, arabische, spanische und hebräische Version mit Künstlern dieser Muttersprachen aufgenommen und selbst auch in dieser Sprache gesungen.
Aufgrund Carolin Niemczyks polnischer Wurzeln nahm Glasperlenspiel im Mai 2020 am Free European Song Contest für Polen teil und belegte den 11. Platz. Bei der 5. Staffel von The Masked Singer (2021) wurde Carolin Niemczyk als Mops demaskiert und belegte den vierten Platz.
Im August 2024 heirateten Niemczyk und Grunenberg.

## Diskografie
Studioalben

| Jahr | Titel Musiklabel                                                       | Höchstplatzierung, Gesamtwochen, AuszeichnungChartplatzierungen (Jahr, Titel, Musiklabel, Platzierungen, Wochen, Auszeichnungen, Anmerkungen) | Höchstplatzierung, Gesamtwochen, AuszeichnungChartplatzierungen (Jahr, Titel, Musiklabel, Platzierungen, Wochen, Auszeichnungen, Anmerkungen) | Höchstplatzierung, Gesamtwochen, AuszeichnungChartplatzierungen (Jahr, Titel, Musiklabel, Platzierungen, Wochen, Auszeichnungen, Anmerkungen) | Anmerkungen                                                  |
| Jahr | Titel Musiklabel                                                       | DE | AT | CH | Anmerkungen                                                  |
| ---- | ---------------------------------------------------------------------- | --- | --- | --- | ------------------------------------------------------------ |
| 2011 | Beweg dich mit mir Polydor (UMG)                                       | DE15 Gold · (26 Wo.)DE | — | — | Erstveröffentlichung: 30. September 2011 Verkäufe: + 100.000 |
| 2013 | Grenzenlos auch bekannt als: Grenzenlos in diesem Moment Polydor (UMG) | DE8 Gold · (23 Wo.)DE | — | CH61 (1 Wo.)CH | Erstveröffentlichung: 10. Mai 2013 Verkäufe: + 100.000       |
| 2015 | Tag X Polydor (UMG)                                                    | DE14 Gold · (37 Wo.)DE | AT54 Gold · (5 Wo.)AT | CH49 (13 Wo.)CH | Erstveröffentlichung: 29. Mai 2015 Verkäufe: + 107.500       |
| 2018 | Licht & Schatten Polydor (UMG)                                         | DE5 (10 Wo.)DE | AT23 (2 Wo.)AT | CH40 (1 Wo.)CH | Erstveröffentlichung: 20. April 2018                         |

## Tourneen
- 11/2011–12/2012: Beweg dich mit mir Tour
- 03/2013–05/2014: Grenzenlos Tour
- 05/2015–10/2016: Tag X Tour
- 05/2018–08/2018: Festival Tour 2018
- 11/2018–03/2019: Licht & Schatten Tour
- 04/2024–05/2024: Clubtour

## Auszeichnungen
- Liedergut Award 2012, in der Kategorie „Nachwuchs“[14]
- Radio 7 Award 2014, in der Kategorie „Beste Band“
- Radio Galaxy Award 2012, in der Kategorie „Newcomer“
- Radio Regenbogen Award 2013, in der Kategorie „Newcomer national“
- Wild and Young Award 2012, „Bronze“ in der Kategorie „Beste Band“[15]